# Vihti
Vihti (Zweeds: Vichtis) is een gemeente in de Finse provincie Zuid-Finland en in de Finse regio Uusimaa. De gemeente heeft een landoppervlakte van 522,01 km² en telt 28.913 inwoners (2022).

## Geboren in Vihti
- Uma Aaltonen (1940-2009), schrijfster, journaliste en politica
- Jani Sievinen (1974), zwemmer
- Janne Korpi (1986), snowboarder